# Ivan Monighetti
Ivan Monighetti est un violoncelliste et pédagogue letton né le 3 août 1948 à Riga.

## Biographie
Ivan Monighetti naît le 3 août 1948 à Riga (Union soviétique).
Il étudie à l'École Gnessine, où il remporte un 1er prix de violoncelle dans la classe de Mstislav Rostropovitch, dont il est le dernier élève en URSS.
Il est lauréat de plusieurs prix de concours internationaux. Il joue au sein du Quatuor à cordes du Conservatoire de Moscou et remporte avec l'ensemble le Grand Prix des Jeunesses musicales à Belgrade. Il obtient également un 1er prix au Concours pansoviétique en 1972, un 1er prix au Concours international de Bratislava en 1973 ainsi qu'un 2e prix au Concours international Tchaïkovski en 1974.
Ivan Monighetti mène depuis une carrière internationale et joue aussi bien la musique ancienne que la musique contemporaine. Il est par exemple le premier violoncelliste soviétique à jouer les œuvres d'Arnold Schoenberg, György Ligeti, Krzysztof Penderecki, Iannis Xenakis et Mauricio Kagel.
Entre 1974 et 1986, il lui est interdit de se produire en Occident, mais dès la levée de cette interdiction, il effectue plusieurs tournées en Europe de l'ouest.
En 1986, il fonde le Festival international de musique ancienne de Moscou, puis, comme prolongement, l'ensemble la Camerata Boccherini, qu'il dirige.
Établi en Suisse, il enseigne à l'Académie de musique de Bâle (de) et à l'École supérieure de musique Reine-Sophie.
Comme interprète, Ivan Monighetti est le créateur d'œuvres de Franghiz Ali-Zadeh (Habil-sajahy, pièce dont il est aussi le dédicataire), Edison Denisov (Variations sur un thème de Haydn pour violoncelle et orchestre, déd., 1982), Elena Firsova (Concerto de chambre no 2, 1982), Sofia Goubaïdoulina (Ravvedimento pour violoncelle et quatuor de guitares, 2007), Francesco Hoch (Doppio concerto pour violoncelle, piano et orchestre, 2003), Rudolf Kelterborn (Concerto pour violoncelle, 2000), Krzysztof Meyer (Canti amadei, concerto da camera pour violoncelle et orchestre, déd., 1984), Alfred Schnittke, Valentin Silvestrov (Sonate pour violoncelle et piano, déd., 1983) et Anatol Vieru (Symphonie concertante pour violoncelle, 2989), notamment.
Il joue un violoncelle de Francesco Rugeri (en) (Crémone, 1693).